# Cryptotis equatoris
Cryptotis equatoris är en däggdjursart som först beskrevs av Thomas 1912.  Cryptotis equatoris ingår i släktet pygménäbbmöss, och familjen näbbmöss. IUCN kategoriserar arten globalt som livskraftig. Inga underarter finns listade i Catalogue of Life.
Arten förekommer i Anderna i Ecuador. Den lever där i regioner som ligger 1600 till 4300 meter över havet. Cryptotis equatoris hittades bland annat på ödemark men arten egentliga habitat är okänt.